# Isla Yacyretá
Isla Yacyretá (del guaraní Jasy Retã, «Tierra de la Luna») es el nombre de una isla de Paraguay ubicada en el río Paraná, seccionada por la Represa de Yacyretá. Administrativamente depende del sureño Departamento de Misiones. Es un territorio protegido por las leyes de ese país, después de que más de la mitad de la isla quedara bajo el agua, requiriéndose permiso para realizar actividades como la pesca. La isla es también conocida por sus dunas de arenas blancas. Posee una población de unas 400 personas que viven básicamente de la pesca.